# Rivière Héva
Pour les articles homonymes, voir Héva (homonymie).
La rivière Héva est un affluent du lac Malartic lequel est traversé par la rivière Harricana. La rivière Héva coule dans la ville de Rouyn-Noranda et la municipalité de Rivière-Héva laquelle fait partie de la municipalité régionale de comté (MRC) de La Vallée-de-l'Or, dans la région administrative du Abitibi-Témiscamingue, au Québec, au Canada.
Le bassin versant de la rivière Héva est desservi par le chemin de fer du Canadien National, par la route 117 et le chemin du lac Malartic pour la partie inférieure de la rivière.
La surface de la rivière Héva est généralement gelée annuellement de la mi-décembre à la mi-avril.

## Géographie

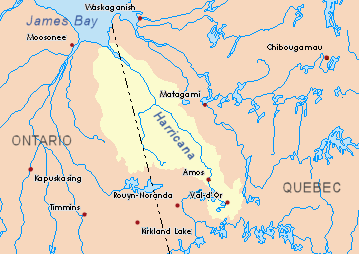
Bassin hydrographique de la rivière Harricana.

Les bassins versants voisins de la rivière Héva sont :
- côté nord : lac Malartic, rivière Harricana, lac Preissac ;
- côté est : rivière Harricana, rivière Malartic, lac Malartic, lac De Montigny ;
- côté sud : rivière Fountière, rivière Claire ;
- côté ouest : rivière Bousquet, rivière Darlens.

Le lac Héva (longueur : 2,0 km ; largeur : 1,9 km ; altitude : 309 m) constitue le plan d'eau de tête de la rivière Héva. Ce lac se déverse par sa rive nord-est dans la rivière Héva. La villégiature autour du lac Héva s'est implanté autour de ce lac dans la partie nord-ouest et sud-Ouest.
À partir de sa source, la rivière Héva coule sur environ 22 km selon les segments suivants :
- 4,6 km vers le nord-est en traversant une zone de marais et en entrant dans le territoire de la municipalité de Rivière-Héva, jusqu'au chemin de fer du Canadien National ;
- 1,5 km vers l'est en coupant la route Beaupré et en formant un crochet vers le sud, jusqu'au ruisseau Beaupré (venant du sud) ;
- 1,9 km vers l'est, jusqu'à un ruisseau (venant du sud) ;
- 1,4 km vers le nord, jusqu'à un ruisseau (venant de l'ouest) ;
- 3,8 km vers le nord-est en serpentant jusqu'à la route 117 (route Saint-Paul Sud) ;
- 2,4 km vers le nord-est en serpentant jusqu'à un ruisseau (venant de l'est) ;
- 4,2 km vers le nord-ouest en formant un crochet vers l'ouest, jusqu'au chemin du lac Malartic ;
- 3,0 km vers le nord-est, jusqu'à son embouchure[2].

La rivière Héva se déverse au fond d'une baie sur la rive ouest du lac Malartic. Située au sud de la baie du Canal, cette baie est délimitée par deux presqu'îles dont celle du Sud comporte le hameau Plage-Normandin. Cette baie est aussi alimentée par le ruisseau Gervais (venant du sud). Le lac Malartic est traversé vers le nord par la rivière Harricana laquelle coule généralement vers le nord-ouest jusqu'à la Baie James (partie ontarienne).

## Toponymie
Le toponyme rivière Héva a été officialisé le 5 décembre 1968 à la Commission de toponymie du Québec, soit à sa création.